# Märta i Degerfors
Märta i Degerfors, död 1652, var en svensk kvinna som blev avrättad för häxeri. Hennes dödsdom tillhör de få dödsdomar för häxeri som slutfördes under drottning Kristina, som normalt ogillande häxprocesser. 
Märta i Degerfors kom från Umeå. Hon anklagades för häxeri och utsattes för tortyr då hon vägrade att erkänna sin skuld. 
Hon bekände efter tortyr att hon hade en bära och hade bolat med Djävulen i Blåkulla. Hon uppgav att hon i Blåkulla även hade sett den sjuttioåriga Barbro i Tjälamark. Barbro vägrade trots tortyr att erkänna - men dock medgav att hon som fjortonåring begått tidelag med en tjur, vilket hon medgav måste ha varit en "djävulsk gärning". Både Märta och Barbro dömdes därför till döden för häxeri respektive tidelag.